# Аз-Захаби
Шамсуддин Абу Абдуллах Мухаммад ибн Ахмад ат-Туркмани, более известный как аз-Захаби́ (араб. شمس الدين الذهبي ‎; 1274, Кафр-Батна, совр. Сирия — 4 февраля 1348, Дамаск) — мусульманский учёный-богослов, хадисовед и историк.

## Биография

### Происхождение
Его полное имя: Шамсуддин Абу Абдуллах Мухаммад ибн Ахмад ибн Усман ибн Каймаз ибн Абдуллах ат-Туркмани аль-Фарики ад-Димашки аш-Шафии аз-Захаби (араб. شمس الدين أبو عبد الله محمد بن أحمد بن عثمان بن قَايْماز بن عبد الله التركماني الفارقي ثم الدمشقي الشافعي الذهبي‎).
Отец аз-Захаби, Ахмад ибн Усман ат-Туркмани (1243—1297) был искусным ювелиром (отсюда его прозвище аз-Захаби, то есть «золотой») и набожным человеком, мать была дочерью Алам ад-Дина Санджара (ум. в 1281) из Мосула. Аз-Захаби родился 3 числа месяца раби ас-сани 673 года по хиджре (1274) в селении Кафр-Батна (араб. كفربطنا‎) близ Дамаска.

### Ранние годы
Аз-Захаби начал обучаться мусульманским наукам с раннего возраста. В десятилетнем возрасте он посещал занятия Садр ад-Дина ибн аль-Хатиба по сборнику «Сахих Муслим». Когда ему исполнилось 18 лет, аз-Захаби всерьёз взялся за изучение шариатских дисциплин. Вначале его отец, из-за того, что аз-Захаби был единственным ребёнком, не позволял ему путешествовать в другие города, но затем смягчился и разрешил ему покидать дом не более чем на четыре года. Аз-Захаби побывал у шейхов Дамаска, Рабвы, Хомса, Хамы, Хеврона, Мааррет-эн-Нуумана, Алеппо, Баальбека, Триполи (в Ливане), Наблуса, Иерусалима, Рамлы, Эль-Карака, посетил (1295) Каир и Александрию, в 1297 отправился в хадж и посетил священные для мусульман города.

### Потеря зрения и кончина
С возрастом у аз-Захаби начало посетепенно снижаться зрение и, по словам его ученика аль-Хусайни, в 1340 году, за семь лет до кончины, полностью ослеп. Но некоторые исследователи склонялись к тому, что аз-Захаби потерял зрение позднее, в 1343 году.
Аз-Захаби скончался в третий понедельник месяца зуль-када 748 года по хиджре (1348 год) в Дамаске и был похоронен на кладбище аль-Баб ас-Сагир. По словам его ученика Тадж ад-Дина ас-Субки, аз-Захаби умер после полуночи в медресе Умм ас-Салих. Погребальная молитва над ним была совершена в мечети Омейядов.

## Учителя
Имам аз-Захаби был одним из учеников Ибн Таймии. Ему приписывается послание «Баян загаль аль-ильм ва-т-талаб» («ан-Насиха аз-Захабийя»), в которой он выступает с резкой критикой Ибн Таймии и пишет «Ибн Таймию я очень люблю, но Истину я люблю ещё сильнее».
Принадлежность этого труда аз-Захаби является спорным. Шейх Бакр Абу Зейд говорил, что такие слова не могут исходить от него, а шейх Мухаммад ибн Ибрахим аш-Шайбани даже написал на эту тему исследование «ат-Тавдих аль-джали фи радд аля ан-Насиха аз-Захабия аль-манхуля аля аль-Имам аз-Захаби», в которой доказывал приписанность этой книги аз-Захаби, основываясь на некоторые нестыковки:
- Во-первых, эта книга отсутствует в списках работ аз-Захаби.
- Во-вторых, аз-Захаби был неотлучным учеником Ибн Таймии до самой его смерти, что идёт вразрез с его отречением от оного в этом послании.
- В-третьих, в известных и распространённых трудах, в отличие от «ан-Насиха аз-Захабия», аз-Захаби отзывается о нём только с похвалой.

Например, аз-Захаби говорил об Ибн Таймии: «Любой хадис, которого не знает Ибн Таймия, не является хадисом».